# Pierre Hadot

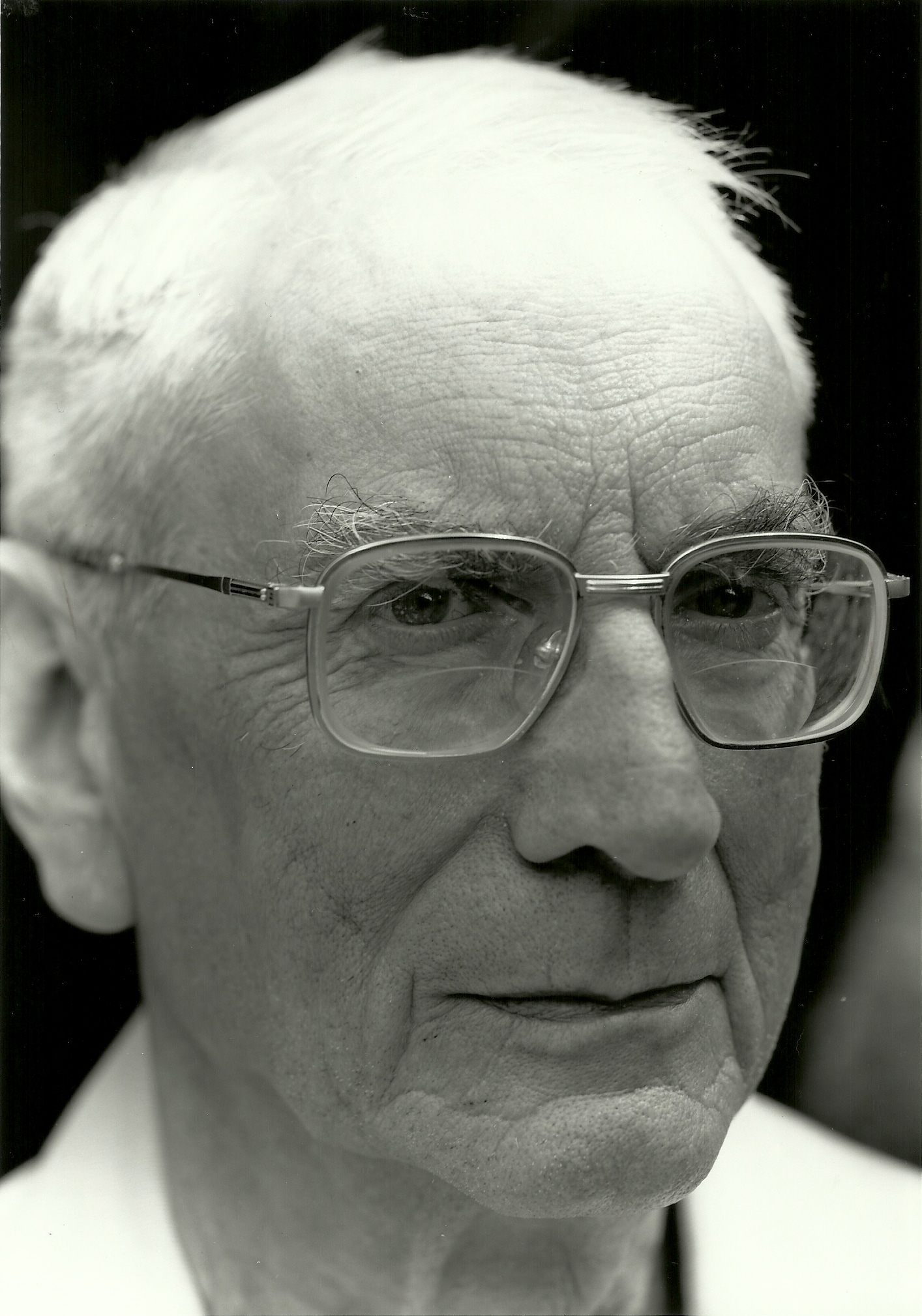

Pierre Hadot (ur. 21 lutego 1922 w Paryżu, zm. 24 kwietnia 2010 w Orsay) – francuski filozof specjalizujący się w filozofii starożytnej, a w szczególności w neoplatonizmie. 
W swych pracach zajmował się m.in. analizą pojęcia filozofii w starożytnej Grecji.

## Publikacje
- Porphyre et Victorinus. Paris, Institut d'Etudes augustiniennes, 1968. (Collection des études augustiniennes. Série antiquité ; 32-33).
- Exercices spirituels et philosophie antique. Paris, Etudes augustiniennes, 1981. (Collection des études augustiniennes. Série antiquité ; 88). ISBN 2-85121-039-4 (wyd. polskie: Filozofia jako ćwiczenie duchowe).
- La citadelle intérieure. Introduction aux Pensées de Marc Aurèle. Paris, Fayard, 1992. ISBN 2-213-02984-9 (wyd. polskie: Twierdza wewnętrzna. Wprowadzenie do „Rozmyślań” Marka Aureliusza).
- Qu'est-ce que la philosophie antique ?. Paris, Gallimard, 1995. (Folio essais ; 280). ISBN 2-07-032760-4.
- Plotin ou la simplicité du regard ; 4e éd. Paris, Gallimard, 1997. (Folio essais ; 302). ISBN 2-07-032965-8.
- Etudes de philosophie ancienne. Paris, Les Belles Lettres, 1998. (L'âne d'or ; 8). ISBN 2-251-42007-X. (recueil d'articles)
- Marc Aurèle. Ecrits pour lui même, texte établi et traduit par Pierre Hadot, avec la collaboration de Concetta Luna, vol. 1 (general introduction and Book 1). Paris, Collection Budé, 1998. ISBN 2-251-00472-6.
- Plotin. Porphyre. Études néoplatoniciennes. Paris, Les Belles Lettres, 1999. (L'âne d'or ; 10). ISBN 2-251-42010-X. (recueil d'articles)
- La philosophie comme manière de vivre. Paris, Albin Michel, 2002. (Itinéraires du savoir). ISBN 2-226-12261-3.
- Exercices spirituels et philosophie antique, nouvelle éd. Paris, Albin Michel, 2002. (Bibliothèque de l'évolution de l'humanité). ISBN 2-226-13485-9.
- Le voile d'Isis. Essai sur l'histoire de l'idée de nature. Paris, Gallimard, 2004. (NRF essais). ISBN 2-07-073088-3.
- Wittgenstein et les limites du langage. Paris, J. Vrin, 2004. (Bibliothèque d'histoire de la philosophie). ISBN 2-7116-1704-1.
- Apprendre à philosopher dans l'antiquité. L'enseignement du Manuel d'Epictète et son commentaire néoplatonicien (avec Ilsetraut Hadot). Paris, LGF, 2004. (Le livre de poche ; 603). ISBN 2-253-10935-5.
- Hadot, Pierre, and Michael Chase. The Veil of Isis. Cambridge: Belknap Press, 2006. ISBN 0-674-02316-1 [English translation of "Le voile d'Isis"]